# Trichophthalma degnera
Trichophthalma degnera är en tvåvingeart som beskrevs av Walker 1849. Trichophthalma degnera ingår i släktet Trichophthalma och familjen Nemestrinidae. Inga underarter finns listade i Catalogue of Life.